# イオンモール富士宮
イオンモール富士宮（イオンモールふじのみや）は、静岡県富士宮市にあるショッピングセンター。

## 概要
2001年（平成13年）の開業当時および現在に至るまで、富士地区（富士市・富士宮市）における最大規模の商業施設である。中心市街地に設けられた大型店であることが特徴であり、富士地区では唯一となるシネマコンプレックスの導入や増床を経て敷地面積・商業施設面積が60,000m2を超える商業施設となった。
大規模小売店舗立地法における届出時店舗面積で見た場合、開業時の当SCで23,855m2であり（イオンタウン富士南は16,388m2）、その後の増床で36,362m2にまで拡大した。
当商業施設が立地する土地はオーミケンシ富士宮工場の跡地であり、平成10年（1998年）には民間都市開発推進機構が工場跡地を買収している。その後オーミケンシ（オーミ・リアルエステート株式会社）が土地を買い戻し、イオン株式会社が買収した。買収額は土地が62億5,000万円であり、建物は24億円であった。拡張にあたっては「開発整備促進区」が導入され、従来は用途地域上「工業地域」であった土地に商業施設・道路・公園・公共空地が混在する商業拠点地区へと生まれ変わった。
敷地内にはビオトープが造成されており、ショッピングセンターの寄付基金等で管理されている。

## 沿革
- 2001年（平成13年）10月27日 - 「ジャスコ富士宮ショッピングセンター」として開業[11]。
- 2007年（平成19年）3月 - イオン株式会社が同建物および土地をオーミ・リアルエステート株式会社より取得。
- 2008年（平成20年）9月 - 立体駐車場が完成。
- 2009年（平成21年）3月 - 東棟（第II期工事）が完成し、新装開業。
- 2010年（平成22年）
  - 3月 - 西棟（増築棟）を開業。
  - 11月19日 - イオンシネマが開業。
- 2011年（平成22年）
  - 3月1日 - 核店舗のジャスコ富士宮店を「イオン富士宮店」に改称。
  - 11月21日 - 「イオンモール富士宮」に改称[12]。

## テナント
イオンスタイル富士宮を核店舗、ノジマ・UNIQLOを準核店舗として約105の専門店テナントが出店している。
出店テナント全店の一覧・詳細情報は公式サイト「フロアガイド」を、営業時間およびATMを設置する金融機関の詳細は公式サイト「営業時間のお知らせ」を参照。

### イオンシネマ富士宮
3階に所在するイオンシネマ富士宮（イオンシネマふじのみや）は、6スクリーン・909席を有する富士・富士宮地区唯一のシネマコンプレックスである。富士宮市内にとっては1946年から1993年まで営業していた「富士宮第一劇場」以来17年ぶりの映画館となった。
イオンシネマズ株式会社の運営によって開館した最後の劇場であり、当初から3D上映にも対応している。なお、2013年7月1日に運営会社の合併に伴いイオンエンターテイメント株式会社の運営となった。
- シネマ1：260席
- シネマ2：119席
- シネマ3：119席
- シネマ4：119席
- シネマ5：119席
- シネマ6：173席

## 交通アクセス
当モールで買い物をした客は、購入金額に応じて乗車補助券が配布されるシステムがある。この乗車補助券は宮バス・宮タクで使用ができる。
鉄道
- 東海旅客鉄道（JR東海）身延線富士宮駅南口から徒歩3分。

路線バス
- 山梨交通 イオンモール富士宮下車（蒲原病院・富士川駅方面から）。

宮バス
- 宮1・宮2・宮4・宮5・宮13・宮14の各系統 イオンモール富士宮下車。

自動車
- 東名高速道路富士IC・新東名高速道路新富士IC→西富士道路（国道139号）→静岡県道414号富士富士宮線経由